# Blue Record
Blue Record – drugi album studyjny amerykańskiego zespołu muzycznego Baroness. Wydawnictwo ukazało się 13 października 2009 roku nakładem wytwórni muzycznej Relapse Records. Nagrania zostały zarejestrowane pomiędzy majem a czerwcem 2009 roku w Track Studio oraz Elmwood Studio we współpracy z producentem muzycznym Johnem Congletonem. 

## Lista utworów
Opracowano na podstawie materiału źródłowego.
| Nr  | Tytuł utworu                                 | Długość |
| --- | -------------------------------------------- | ------- |
| 1.  | „Bullhead's Psalm” (utwór instrumentalny)    | 01:20   |
| 2.  | „The Sweetest Curse”                         | 04:30   |
| 3.  | „Jake Leg”                                   | 04:23   |
| 4.  | „Steel That Sleeps the Eye”                  | 02:38   |
| 5.  | „Swollen and Halo”                           | 06:35   |
| 6.  | „Ogeechee Hymnal” (utwór instrumentalny)     | 02:35   |
| 7.  | „A Horse Called Golgotha”                    | 05:21   |
| 8.  | „O'er Hell and Hide”                         | 04:22   |
| 9.  | „War, Wisdom and Rhyme”                      | 04:25   |
| 10. | „Blackpowder Orchard” (utwór instrumentalny) | 01:00   |
| 11. | „The Gnashing”                               | 04:17   |
| 12. | „Bullhead's Lament” (utwór instrumentalny)   | 02:59   |
|     |                                              | 44:25   |

## Twórcy
Opracowano na podstawie materiału źródłowego.
| Zespół Baroness w składzie - Summer Welch – gitara basowa - Allen Blickle – perkusja - Pete Adams – gitara, śpiew - John Dyer Baizley – gitara, śpiew, instrumenty klawiszowe | Inni - Alan Douches – mastering - John Congleton – realizacja nagrań, produkcja muzyczna, miksowanie - Orion Landau – oprawa graficzna |

## Listy sprzedaży
| Lista                        | Kraj              | Pozycja |
| ---------------------------- | ----------------- | ------- |
| Billboard 200                | Stany Zjednoczone | 117     |
| Billboard Independent Albums | Stany Zjednoczone | 14      |
| Billboard Heatseekers Albums | Stany Zjednoczone | 1       |
| Billboard Hard Rock Albums   | Stany Zjednoczone | 15      |
| Billboard Tastemaker Albums  | Stany Zjednoczone | 12      |